# اچ‌ام‌اس دیانا (۱۸۲۳)
اچ‌ام‌اس دیانا (۱۸۲۳) (به انگلیسی: HMS Diana (1823)) یک کشتی بود که طول آن ۱۰۰ فوت (۳۰ متر) بود. این کشتی در سال ۱۸۲۳ ساخته شد.